# Александровка (Туймазинский район)
Алекса́ндровка (баш. Александровка) — деревня в Туймазинском районе Республики Башкортостан Российской Федерации. Входит в состав Кандринского сельсовета. 

## География

### Географическое положение
Расстояние до:
- районного центра (Туймазы): 25 км,
- центра сельсовета (Кандры): 11 км,
- ближайшей ж/д станции (Кандры): 8 км.

## История
До 2008 года деревня входила в состав Старокандринского сельсовета.

## Население
| 2002 | 2009 | 2010 |
| ---- | ---- | ---- |
| 64   | ↗69  | ↘62  |

Национальный состав
Согласно переписи 2002 года, преобладающая национальность — русские (63 %).